# Sandoy
Ne doit pas être confondu avec Sanday (Orcades), Sanday (Hébrides intérieures) ou Sandøy.
 (novembre 2024).
Si vous disposez d'ouvrages ou d'articles de référence ou si vous connaissez des sites web de qualité traitant du thème abordé ici, merci de compléter l'article en donnant les références utiles à sa vérifiabilité et en les liant à la section « Notes et références ».
Sandoy, en danois Sandø, est une des îles de l'archipel des Féroé, la cinquième par la superficie. La ville la plus peuplée de l'île est Sandur, avec environ 600 habitants ; les autres villages sont Skarvanes, Skopun, Skálavík, Húsavík et Dalur.

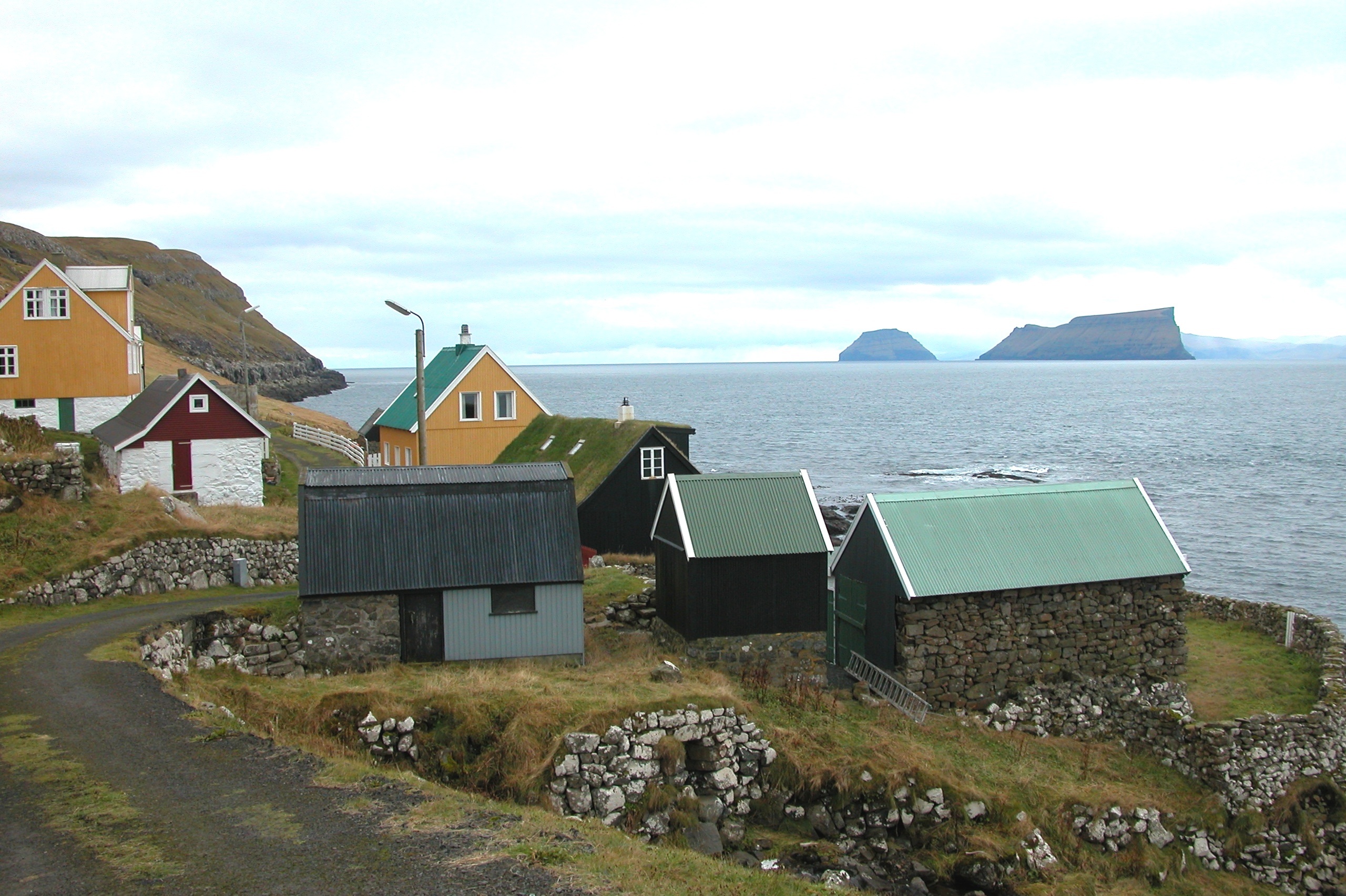
Le village de Skarvanes.

Sa superficie est de 125km².